# Janusz Miller
Janusz Miller (ur. 23 lutego 1963 w Bielawie, zm. 8 grudnia 2002 w Jastrzębiu-Zdroju) – polski piłkarz występujący na pozycji obrońcy i pomocnika.

## Życiorys
Wychowanek Bielawianki Bielawa, w 1980 roku został piłkarzem Moto Jelcza Oława. Na początku 1985 roku przeszedł do pierwszoligowej Lechii Gdańsk. W I lidze zadebiutował 17 marca w wygranym 2:1 spotkaniu z Bałtykiem Gdynia. 4 maja 1985 roku zdobył jedyną w karierze bramkę dla Lechii, w wygranym 2:0 meczu z Wisłą Kraków. Ogółem w barwach Lechii wystąpił w 27 ligowych meczach. Po zakończeniu sezonu 1985/1986 został zawodnikiem drugoligowego GKS Jastrzębie. W 1988 roku awansował z klubem do I ligi. W sezonie 1988/1989 rozegrał cztery mecze ligowe, a jego klub spadł z najwyższej klasy rozgrywkowej. Rok później spadł wraz z GKS do III ligi. Karierę piłkarską zakończył w 1993 roku.
Pracował w KWK „Moszczenica”. Zmarł 8 grudnia 2002 roku. Został pochowany na cmentarzu komunalnym przy ul. Okrzei w Jastrzębiu-Zdroju.

## Statystyki ligowe
| Sezon         | Klub           | Liga     | Mecze | Gole |
| ------------- | -------------- | -------- | ----- | ---- |
| 1984/1985 (w) | Lechia Gdańsk  | I liga   | 13    | 1    |
| 1985/1986     | Lechia Gdańsk  | I liga   | 14    | 0    |
| 1986/1987     | GKS Jastrzębie | II liga  | 27    | 1    |
| 1987/1988     | GKS Jastrzębie | II liga  | ?     | ?    |
| 1988/1989     | GKS Jastrzębie | I liga   | 4     | 0    |
| 1989/1990     | GKS Jastrzębie | II liga  | 17    | 0    |
| 1990/1991     | GKS Jastrzębie | III liga | 22    | 1    |
| 1991/1992     | GKS Jastrzębie | III liga | 27    | 1    |
| 1992/1993     | GKS Jastrzębie | III liga | 13    | 0    |